# طالش كندي
طالش‌ كندی هي قرية في مقاطعة هشترود، إيران. عدد سكان هذه القرية هو 87 في سنة 2006.